# Gabriel López
Gabriel López, vollständiger Name Álvaro Gabriel López Molinari, (* 24. August 1983 in San Carlos) ist ein uruguayischer ehemaliger Fußballspieler.

## Karriere
Der 1,89 Meter große Offensivakteur López gehörte von 2006 bis 2007 dem Kader von River Plate Montevideo an. Bei den Montevideanern werden sieben Ligaeinsätze (kein Tor) für ihn geführt. Es schloss sich von 2007 bis 2009 ein Engagement bei Sud América mit drei erzielten Treffern bei 39 Spielen mit seiner Beteiligung an. In der Apertura 2009 bestritt López bis in den Dezember für den Club Atlético Atenas zwölf Partien (kein Tor) in der Primera División. In den ersten sechs Monaten des Jahres 2010 spielte er auf Leihbasis bei Deportes Concepción. Bei den Chilenen lief er siebenmal in der Primera B auf. Ein persönlicher Torerfolg blieb ihm verwehrt. Es schloss sich im selben Jahr eine Vereinsstation mit einem Ligaeinsatz (kein Tor) bei CD Cobreloa an. Im August 2010 verpflichteten ihn die Montevideo Wanderers, für die er bis zu seinem letzten Einsatz am 20. Februar 2011 fünf Spiele (kein Tor) in der höchsten uruguayischen Spielklasse absolvierte. Anfang März 2011 verpflichtete ihn der Club Deportivo Espoli. Beim Verein aus Ecuador stehen vier Ligaeinsätze (kein Tor) in der Primera A für ihn zu Buche. Ab August 2011 war López ein Jahr lang für El Tanque Sisley aktiv. In der Saison 2011/12 wirkte er dort – erneut persönlich torlos – in sechs Erstligabegegnungen mit. Ab August 2012 setzte er seine Karriere beim Uniautónoma FC in Kolumbien fort. Bis Ende des Jahres traf er für die Kolumbianer bei 18 Einsätzen in der Primera B sechsmal ins gegnerische Tor.